# Дъщери на Луната
„Дъщери на Луната“ (на испански: Hijas de la luna) е мексиканска теленовела от 2018 г., режисирана от Салвадор Санчес и Рикардо де ла Пара, и продуцирана от Никандро Диас Гонсалес за Телевиса. Версията, написана от Алехандро Поленс и Палмира Олгин, е базирана на колумбийската теленовела Las Juanas от 1997 г., създадена от Бернардо Ромеро Перейро.
В главните роли са Мишел Рено, Данило Карера, Жералдин Галван, Марио Моран, Лоре Граниевич, Гонсало Пеня, Хаде Фрасер и Джонатан Бесера, а в отрицателните са Синтия Клитбо, Алексис Аяла и Марилус Бермудес. Специално участие вземат първите актьори Омар Фиеро, Еухения Каудуро и Арселия Рамирес.

## Сюжет
Това е историята за четирите сестри – Хуана Виктория, Хуана Инес, Хуана Барбара и Хуана Соледад, родени през една и съща година и заченати от един баща.
На смъртното си легло Росаура, майката на Хуана Виктория, признава на дъщеря си името на истинския ѝ баща – Хуан Оропеса, който е важен хотелиер. След смъртта ѝ, Хуана Виктория решава да го открие, но разбира и друга новина – че има три сестри. Хуана Виктория пристига в Масатлан и се запознава със Себастиан. От срещата им се ражда силно привличане.
Благодарение на полумесеца, който има по рождение на гърба си, Хуана Виктория открина истинския си баща и осъзнава, че се е влюбила в Себастиан, сина на Хуан и неин полубрат.
Хуан признава на Хуана Виктория, че има още три дъщери, които живеят в различни части на страната. Тя и Себастиан решават да открият сестрите си. Хуана Соледад, която работи като медицинска сестра, е родена в Нуево Леон, Хуана Барбара, която е боксьорка, е родена в Гуадалахара, Хуана Инес, която при раждането си е изоставена и кръстена в манастир в Пуебла, е най-невинната от сестрите, познала любовта в лицето на Маурисио Ириарте, млад мъж от богато семейство, син на Дарио, амбициозен бизнесмен, и брат на Естефания, капризна млада жена, бъдеща годеница на Себастиан.
Леонора, съпругата на Хуан, не може да повярва, че съпругът ѝ е изневерявал четири пъти в една година, и оттогава става враг на четирите му дъщери.
Накрая, четирите Хуани се запознават, четири полусестри, четири знака на полумесец, обединени от любовта – Хуана Барбара и Фернандо, Хуана Соледад и Октавио, Хуана Инес и Маурисио, Хуана Виктория и Себастиан, последните, въпреки че имат една кръв, няма да е лесно да променят това, което чувстват. Защото от Луната до сутринта, Хуан Оропеса променя живота си с дъщерите на Луната, а семейството се променя.

## Актьори
- Мишел Рено – Хуана Виктория Рамирес Нието / Хуана Виктория Оропеса Рамирес
- Данило Карера – Себастиан Оропеса Руис
- Синтия Клитбо – Леонора де Оропеса
- Омар Фиеро – Хуан Оропеса
- Хаде Фрасер – Хуана Соледад Гарсия / Хуана Соледад Оропеса Гарсия
- Жералдин Галван – Хуана Инес Баутиста / Хуана Инес Оропеса Баутиста
- Лоре Граниевич – Хуана Барбара Тревиньо / Хуана Барбара Оропеса Тревиньо
- Марио Моран – Маурисио Ириарте Сан Роман
- Гонсало Пеня – Фернандо Руис Мелгарехо
- Джонатан Бесера – Октавио Санчес
- Алексис Аяла – Дарио Ириарте
- Марилус Бермудес – Естефания Ириарте
- Еухения Каудуро – Тереса
- Арселия Рамирес – Маргарита Тревиньо
- Нора Салинас – Есмералда
- Рикардо Франко – Хенаро
- Франсиско Гаторно – Рикардо
- Алехандра Барос – Росаура Рамирес Нието
- Хари Гейтнер – Густаво
- Арчи Лафранко
- Хорхе Гайегос
- Мигел Мартинес
- Марко Уриел – Хавиер Оропеса
- Хосе Мария Нието – Мундито
- Кристиан Алмейда – Рубен

## Премиера
Премиерата на Дъщери на Луната е на 19 февруари 2018 г. по Las Estrellas. Последният 81. епизод е излъчен на 10 юни 2018 г.

## Продукция
Снимките на теленовелата започват на 28 ноември 2017 г. в град Масатлан, Синалоа, и приключват на 27 май 2018 г.

## Версии
- Las Juanas, колумбийска теленовела от 1997 г., продуцирана за RCN Televisión, с участието на Анджи Сепеда, Рафаел Новоа, Катрин Сиачоке, Каролина Сабино, Хилена Айкарди и Сусана Торес.
- Las Juanas, мексиканска теленовела от 2004 г., продуцирана за TV Azteca, с участието на Ана Серадия, Клаудия Алварес, Марта Игареда, Ванеса Като, Паола Нунес и Андрес Паласиос.
- La marca del deseo, колумбийска теленовела от 2007 г., продуцирана от RCN Televisión, с участието на Хуан Алфонсо Баптиста, Стефани Кайо, Ейди Бермудес, Мими Моралес, Мария Елиса Камарго и Сара Коралес.